# Pargolovo
Pargolovo est une commune urbaine sous la juridiction de Saint-Pétersbourg dans le district de Vyborg.

## Personnalités liées à la commune

### Naissance à Pargolovo
- 1903 : Valerian Bogdanov-Beresovski